# Antoine-Philippe de La Trémoille
Pour les articles homonymes, voir La Trémoille.
Antoine-Philippe de La Trémoille, prince de Talmont (ou « Talmond », les deux orthographes étant acceptées), né le 27 septembre 1765 à Paris et mort guillotiné le 27 janvier 1794 à Laval, est un militaire français et un des chefs de l'Armée catholique et royale lors de la guerre de Vendée.

## Biographie

### Origine
Second fils de Jean-Bretagne-Charles de La Trémoille, pair de France, 8e duc de Thouars, dernier comte de Laval et baron de Vitré, et de Marie-Maximilienne-Louise de Salm-Kyrbourg, résidant au château de Laval, il devint commandant de la cavalerie des armées catholiques et royales pendant la Révolution française.
Il épousa le 23 janvier 1785, Henriette-Louise-Françoise-Angélique d'Argouges.

### La confédération poitevine et l'émigration
Jusqu'à fin 1791, il s'était distingué par son caractère dissipé. Il entra dans une conjuration contre-révolutionnaire (confédération poitevine) en Poitou, à la fin de l'année 1791. Ce fut l'échec et l'émigration en Angleterre pour veiller aux intérêts de son parti. Il se rendit alors sur le Rhin, se réunit aux émigrés. Le comte Louis de Frotté et Antoine-Philippe de La Trémoïlle prirent du service aux Chevaliers de la couronne. Il fit une première campagne dans l'armée des princes en qualité d'aide de camp du comte d'Artois (futur Charles X de France). Il fut envoyé en France avec un nouveau plan d'insurrection pour les provinces de l'Ouest.
À l'occasion de l'exécution du roi, il espérait susciter un mouvement à Paris. Il ne réussit pas, se fixa au village de Boulogne, près de Paris, avec l'abbé son frère jumeau (Charles-Godefroy de La Trémoïlle), et apprenant le soulèvement d'une partie de la Bretagne et de la province du Maine, soulèvement qui précéda de peu de semaines celui de la Vendée, le 10 mars, il se procura un passeport sous un faux nom et un autre au nom de son frère. Il se mit à parcourir la Normandie, le Maine et l'Anjou pour recruter des partisans.

### L'insurrection royaliste
Il fut arrêté le 20 mai par la municipalité de Noyant-sous-le-Lude, et envoyé de là à Baugé, puis il fut transféré dans les prisons d'Angers, d'où l'on prévint le Comité de salut public. L'abbé de la Trémoille aurait pu alors organiser un complot au sein de la Convention. Nicolas Chambon, un des membres de la Montagne, se serait chargé d'aller interroger le prince et, sous prétexte de le ramener à Paris, de le livrer aux Vendéens. Il réussit à s'évader.
Pendant sa translation d'Angers à Laval, ses propres gardes favorisèrent sa fuite, et des paysans apostés l'escortèrent jusqu'aux environs de Saumur, dont les Vendéens venaient de se rendre maîtres. Talmont, dans l'un de ses interrogatoires, dira seulement plus tard qu'il a été « relâché par le département » de Maine-et-Loire.
Son arrivée à Saumur, dont les Vendéens venaient de se rendre maîtres en juin 1793, produisit la plus grande sensation. Il fut nommé sur le champ commandant de la cavalerie de l'Armée Catholique et Royale et prit part au conseil supérieur de l'armée.

### La Vendée
À l'attaque de Nantes, le 28 juin 1793, il se signala par son courage avec Cathelineau et d'Elbée, parcourut les rangs, harangua plusieurs fois, et ramena au combat les Vendéens découragés, il fut blessé en chargeant à la tête de la cavalerie royale. Rentré dans la Vendée, il prit part à presque toutes les actions de cette guerre. Après la bataille de Châtillon, et les défaites réitérées des Vendéens, il insista fortement pour qu'on se rendît maître du passage de la Loire et de l'entrée en Bretagne.
Au moment de la crise où l'armée vendéenne fut comme poussée vers la Loire, on détacha le prince de Talmont avec quatre mille royalistes, pour garder le poste de Saint-Florent. Après l'issue de la bataille de Cholet, il protégea de tout son pouvoir le passage des Vendéens sur la rive droite.

### La Virée de Galerne

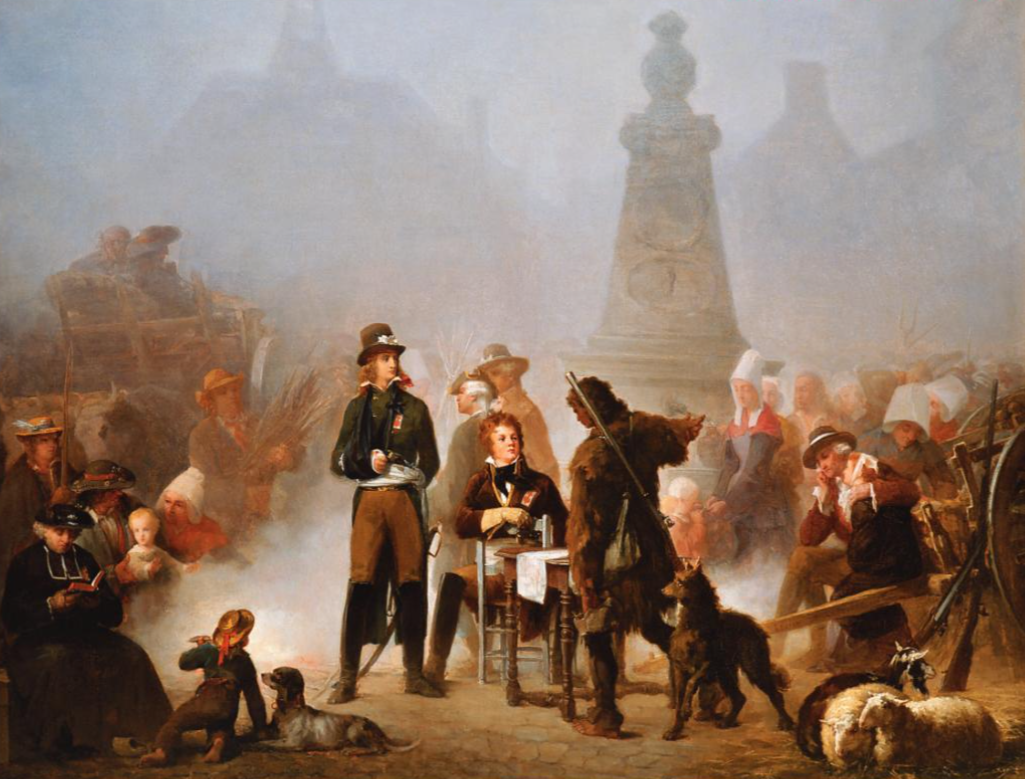
Henri de La Rochejaquelein, le prince de Talmont et Jean Chouan à Mayenne en 1793, huile sur toile de Lucien Nouël de Latouche, 1864, Historial de la Vendée, Les Lucs-sur-Boulogne.

Il s'opposa, dans le conseil, à la résolution des chefs qui désiraient rentrer dans la Vendée, et il fut d'avis qu'on se dirigeât vers Saint-Malo, afin d'y recevoir les secours promis par les Anglais. L'autorité ancienne de sa famille dans le pays de Laval détermina la marche de l'armée dans cette direction.
Les premiers Chouans vinrent en effet se joindre aux Vendéens dès leur arrivée à Laval et un corps considérable qui se recruta alors sous le nom de Petite-Vendée suivit l'armée sous l'autorité du fils de l'ancien comte de Laval. Le prince, avec Donnissant et l'abbé Bernier, signa à Laval pour 900 000 £ de papier monnaie. Il concourut au gain de la bataille d'Entrammes.
Cette détermination l'ayant emporté, il prit, avec le chevalier de Fleuriot, le commandement de la colonne qui se porta de Laval sur Vitré, où il espérait recruter encore, se replia ensuite sur l'armée royale à Fougères, qui, remportant plusieurs engagements, et se dirigeant sur le Cotentin, vint mettre le siège devant Granville.
De la prise de cette place maritime dépendait l'issue de l'expédition de lord Moira, chargé de porter des secours aux royalistes, étant à la veille de mettre à la voile des ports d'Angleterre, pour se diriger d'abord sur Jersey. Mais déjà les Vendéens, repoussés dans leur attaque sur Granville, et complètement découragés, voulaient à tout prix regagner la Vendée ; ils étaient même en pleine révolte contre leurs chefs. Dans cette confusion, Talmont, accompagné de Beauvollier, de Solérac et de Bernier, gagne la plage pour s'y embarquer.
À cette nouvelle, les Vendéens s'indignent ; et regardant la démarche du prince comme une désertion, détachent un piquet de la cavalerie sous les ordres de Stofflet pour l'arrêter. Le détachement entoure le prince et le ramène au camp avec les autres chefs qui l'avaient suivi. 
« Ils n'avaient frété, dirent-ils, qu'un bateau pêcheur pour Jersey, afin de presser l'arrivée des secours de l'Angleterre, et sauver quelques femmes. » 
Du reste, les témoignages diffèrent sur le fait de l'évasion projetée du prince de Talmont.
Quoi qu'il en soit, le prince fit de nouveaux prodiges de valeur à la bataille de Dol qui fut donnée peu de jours après entre Dol-de-Bretagne et Antrain ; lui seul, quand presque toutes les divisions de l'armée royale étaient en déroute et fuyaient vers Dol, tint ferme avec une poignée d'hommes, jusqu'à ce que Henri de La Rochejaquelein vînt le joindre. Talmont suivit l'armée au siège d'Angers, qui fut tout aussi malheureux que celui de Granville. À la bataille du Mans, le 14 décembre, il chargea au milieu du feu les hussards ennemis à l'entrée de la ville. Après sa défaite, l'armée royale n'ayant pu repasser la Loire, se trouva réduite à sept mille hommes.

### L'illusion
Sans illusions mais courageusement, il poursuivit le combat avec les restes de la grande Armée catholique et royale qui n'avaient pas pu repasser la Loire, alla s'aboucher avec la Rochejaquelein, qui, ainsi que les principaux chefs, avait passé le fleuve à Ancenis, et revint trouver sa troupe à Blain pour le ramener.
Mais Fleuriot ayant été nommé général en chef, Talmont, blessé de cette préférence, quitta l'armée. Il se crut donc dégagé de toute obligation et s'en alla par Derval, La Guerche-de-Bretagne et la forêt du Pertre pour s'aboucher avec Jean Chouan ou pour se diriger vers la côte. Quelques bretons enrôlés par Joseph de Puisaye ne purent lui donner de renseignements sur les Chouans en Mayenne ; Puisaye lui-même ne montra aucun empressement à entrer en relations avec le prince. Celui-ci continua sa route vers la Normandie.

### L'arrestation

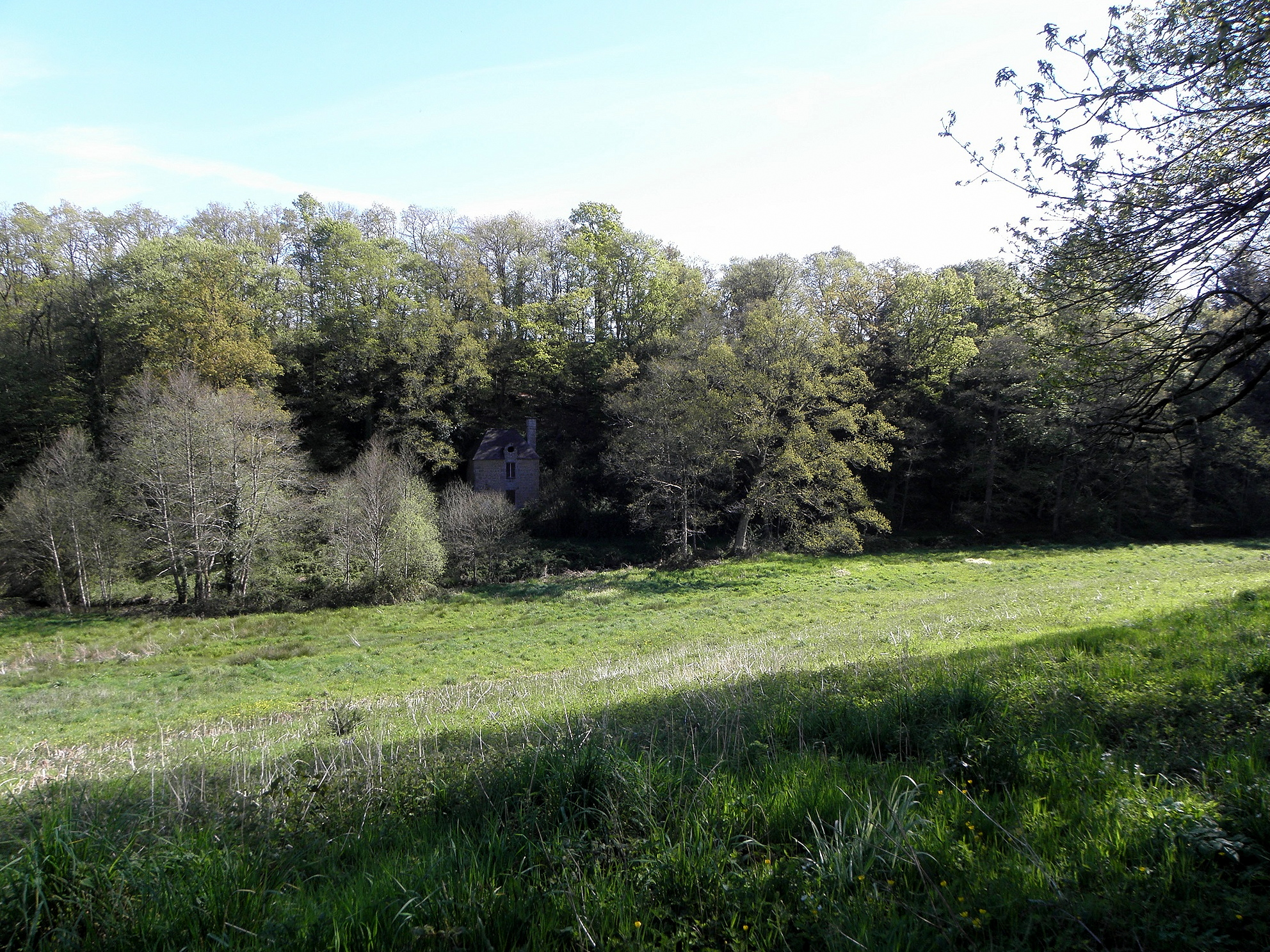
Le site de Malagra.

Il errait dans les champs déguisé en paysan dans les environs de Laval et de Fougères, accompagné de trois hommes, quand il tomba sur une patrouille de la garde nationale de La Bazouge-du-Désert, le 31 décembre 1793, au village de Malagra, près du Pont-dom-Guérin, chez le nommé Foubert. On trouva sur eux une somme de 30 000 livres, quelques objets de luxe et un passeport visé quatre jours auparavant par la municipalité d'Ernée.
Le général Jean-Baptiste Beaufol se les fit livrer à Fougères sans que le prince de Talmont soit reconnu. La fille de l'aubergiste de Saint-Jacques, en le voyant passer, s'écria : « C'est le prince de Talmont ». Le général Beaufort lui fit subir un premier interrogatoire. Le prince de Talmont déclare lors de son interrogatoire : « Je suis le prince de Talmont, seigneur de Laval et de Vitré. Soixante-huit combats contre les républicains ne m’ont pas effrayé ; je devais servir mon roi, et je ferai voir en mourant que j’étais digne de défendre le trône ».
Il fut transféré à Rennes (2 janvier 1794), il subit un long interrogatoire par François-Joachim Esnue-Lavallée, à la suite duquel le prisonnier demande par lettre à la Convention son transfert à Paris. On le jette, chargé de chaînes, dans un cachot où il écrit au général Rossignol. Administrateurs, généraux, commissaires, exultaient et insultaient leurs victimes, surtout le prince, « l'idole et le dieu tutélaire de nos esclaves et des calotinocrates ». Mais on eut peur que le prince, atteint du typhus qui décimait les prisonniers, mourût dans sa prison. L'ordre était venu de le transférer à Paris.

### La condamnation à mort
| Lettre adressée par Esnue-Lavallée au Comité révolutionnaire de Laval du 6 pluviôse an II, de Rennes.... Esnue-Lavallée, représentant du peuple dans les départements de l'Ouest et du Centre, Aux citoyens composant le Comité révolutionnaire de Laval, « Citoyens, « Je viens d'envoyer à la Commission militaire l'ex-prince de Talmont; j'envoie également à Laval à la Commission militaire Enjubault-la-Roche afin qu'il soit jugé. Je vous engage à donner à cette dernière Commission toutes les instructions et les renseignements nécessaires relatifs à Enjubault. Vous voudrez bien, sitôt l'exécution de Talmont, faire attacher sa tête au bout d'une pique et la faire placer de suite sur la principale porte du ci-devant château de Laval pour épouvanter les royalistes et fédéralistes dont vous êtes environnés. Voudrez-vous bien aussi faire les mêmes honneurs à la tête d'Enjubault-Ia-Roche, si ce fameux fédéraliste est condamné à la peine de mort? « Du courage, de l'activité, de l'énergie, les aristocrates trembleront et ça ira. Vive la République ! « Salut et fraternité. « Votre concitoyen, « ESNUE-LAVALLÉE. « P.-S. — Accélérez par vos sollicitudes le jugement d'Enjubault, afin que, s'il subit la peine de mort, il soit exécuté en même temps que Talmont; l'agent et le seigneur feront le pendant. Talmont sera sûrement jugé demain et conduit à Laval pour y être supplicié, ainsi faites en sorte et pressez la Commission militaire de faire prompte diligence afin qu'à l'arrivée de Talmont, Enjubault soit prêt à recevoir les mêmes honneurs. « ESNUE-LAVALLÉE. ». |

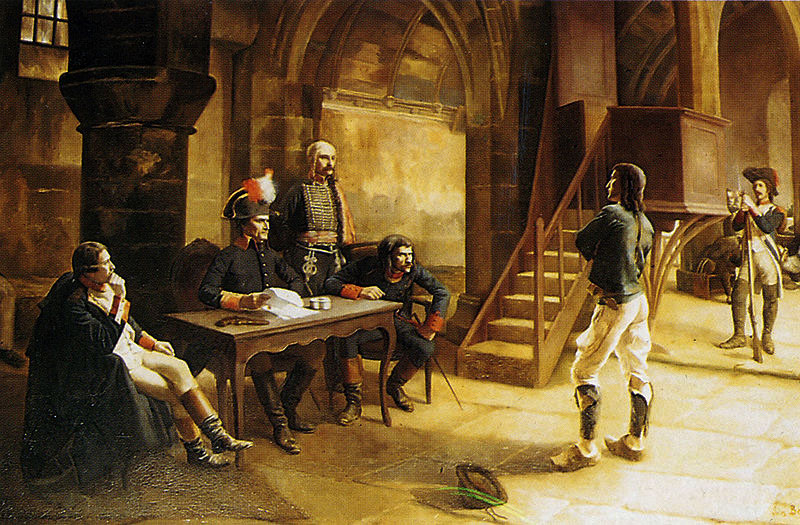
Interrogatoire du prince de Talmont, huile sur toile de Jules Benoit-Lévy, 1895, Historial de la Vendée, Les Lucs-sur-Boulogne.

Esnue-Lavallée prit sur lui de le traduire devant la commission Vaugeois qui se trouvait à Vitré, le 26 janvier. Il y arriva presque mourant, subit un nouvel interrogatoire qu'il refusa de signer, « attendu qu'il devait être traduit par devant la Convention ». Il fut immédiatement condamné à mort, protesta de nouveau le lendemain, demanda un sursis et son transfert à Paris, « ayant des vues de pacification générales à présenter ». Au lieu de cela se couvrant d'ailleurs des ordres d'Esnue-Lavallée, la commission réquisitionnait le 27 janvier six chevaux d'artillerie afin de conduire le prince à Laval.
Jean Chouan fit dit-on, une tentative pour le sauver, mais il avait été mal renseigné. Le convoi, fortement escorté, arriva à Laval à la nuit tombante. L'échafaud fut dressé devant l'entrée principale de son château. L'exécution eut lieu aussitôt. On fit subir à la tête différents outrages, elle fut notamment placée sur un chandelier par Jean-Louis Guilbert, ancien prêtre et membre de la Commission militaire révolutionnaire du département de la Mayenne, puis elle fut mise sur une pique et exposée, ainsi que celle de l'ex-constituant René Enjubault de la Roche, et de Charles-Michel Jourdain, au-dessus de la porte de la grille du château de Laval. Le surlendemain, la tête du prince fut enterrée dans la cour du château.
Son fils unique, Charles-Henri-Léopold de la Trémouile, prince de Talmont, colonel du 5e régiment de hussards, né en 1787, est mort le 7 novembre 1815, sans postérité de son mariage avec Claire-Louise-Augustine-Félicité de Durfort de Duras (1798-1883 ; épousée en 1815), fille aînée du duc Amédée-Bretagne-Malo.
La tête du prince de Talmont n'a pas pu être retrouvée en 1817 car elle a été mise dans le caveau familial lors de l'inhumation de son fils mort en 1815.

## Regards contemporains
« Le prince de Talmond, émigré, second fils du duc de La Trëmouille, rejoignit l'Armée à Angers. C'était un jeune homme de vingt-cinq ans, de cinq pieds dix pouces, gros, d'une figure charmante, goutteux ; il était fort brave mais ambitieux, assez bête et fort libertin, il a bien fait du mal à l'armée. »

— Victoire de Donnissan de La Rochejaquelein, Mémoires.

« Talmont, bel homme, passait pour être lâche. »

— Jean-Baptiste Kléber, Mémoires politiques et militaires.

## Source partielle
- « Antoine-Philippe de La Trémoille », dans Louis-Gabriel Michaud, Biographie universelle ancienne et moderne : histoire par ordre alphabétique de la vie publique et privée de tous les hommes avec la collaboration de plus de 300 savants et littérateurs français ou étrangers, 2e édition, 1843-1865 [détail de l’édition]
- « Antoine-Philippe de La Trémoille », dans Alphonse-Victor Angot et Ferdinand Gaugain, Dictionnaire historique, topographique et biographique de la Mayenne, Laval, A. Goupil, 1900-1910 [détail des éditions] (BNF 34106789, présentation en ligne)